# Neu Zauche
Neu Zauche, niedersorbisch Nowa Niwa, ist eine amtsangehörige Gemeinde im Landkreis Dahme-Spreewald im Südosten Brandenburgs. Die Gemeinde wird vom Amt Lieberose/Oberspreewald mit Sitz in der Gemeinde Straupitz (Spreewald) verwaltet.

## Geografie

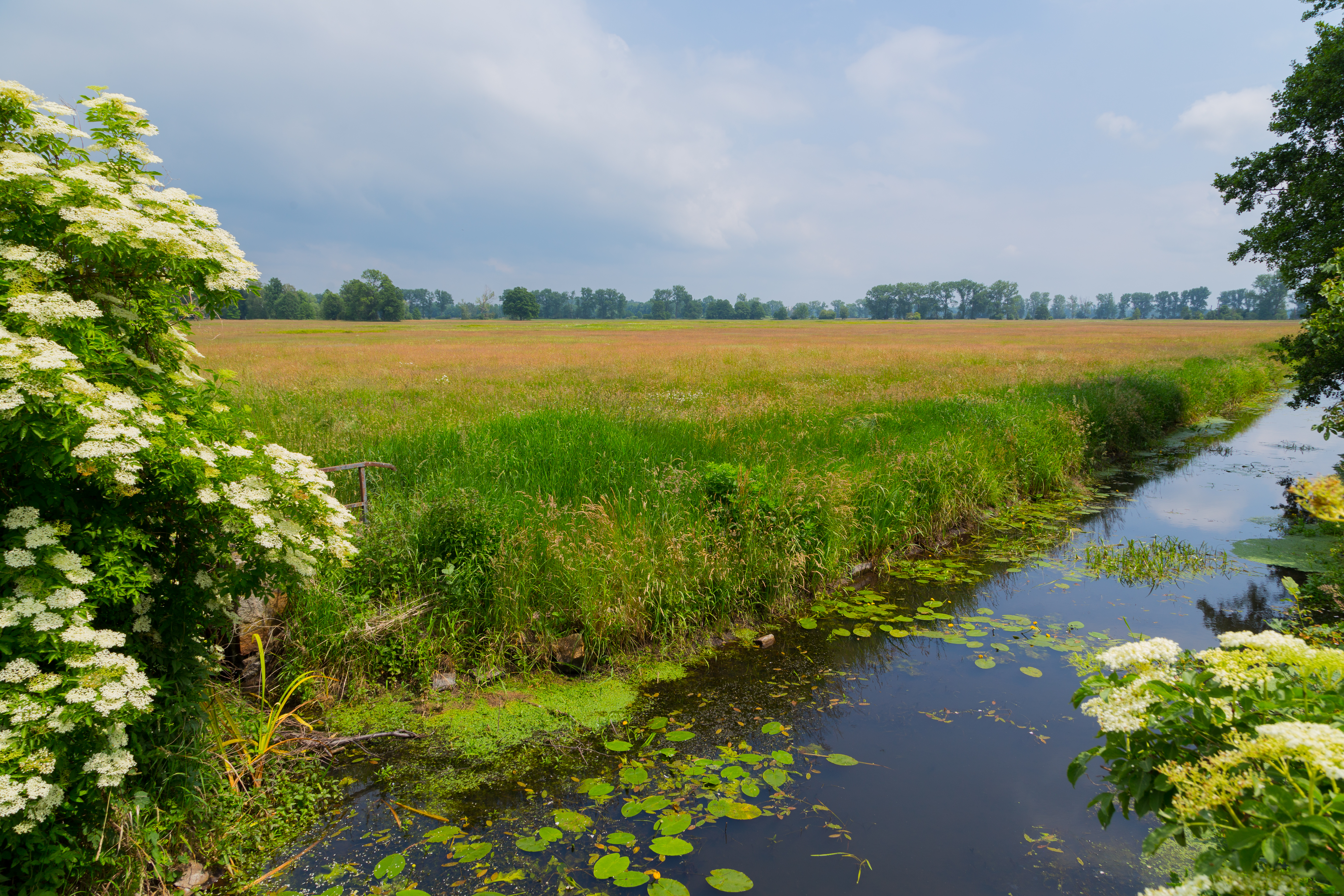
A-Graben im Spreewald bei Neu Zauche

Neu Zauche liegt am nördlichen Rand des Biosphärenreservats Spreewald, rund dreizehn Kilometer östlich von Lübben und fünfzehn Kilometer südwestlich von Lieberose. Die Gemeinde grenzt im Norden an Märkische Heide, im Nordosten an Spreewaldheide, im Südosten an Straupitz (Spreewald), im Süden an Alt Zauche-Wußwerk und im Westen an Lübben (Spreewald). Neu Zauche gehört zum amtlichen Siedlungsgebiet der Sorben/Wenden.
Im Süden bildet der Nordumfluter die gemeinsame Grenze mit der Gemeinde Alt Zauche-Wußwerk. Nordöstlich des Ortsteils Briesensee liegt der Briesener See. Im südöstlichen Teil des Gemeindegebiets liegt das Naturschutzgebiet Neu Zaucher Weinberg.

## Gemeindegliederung

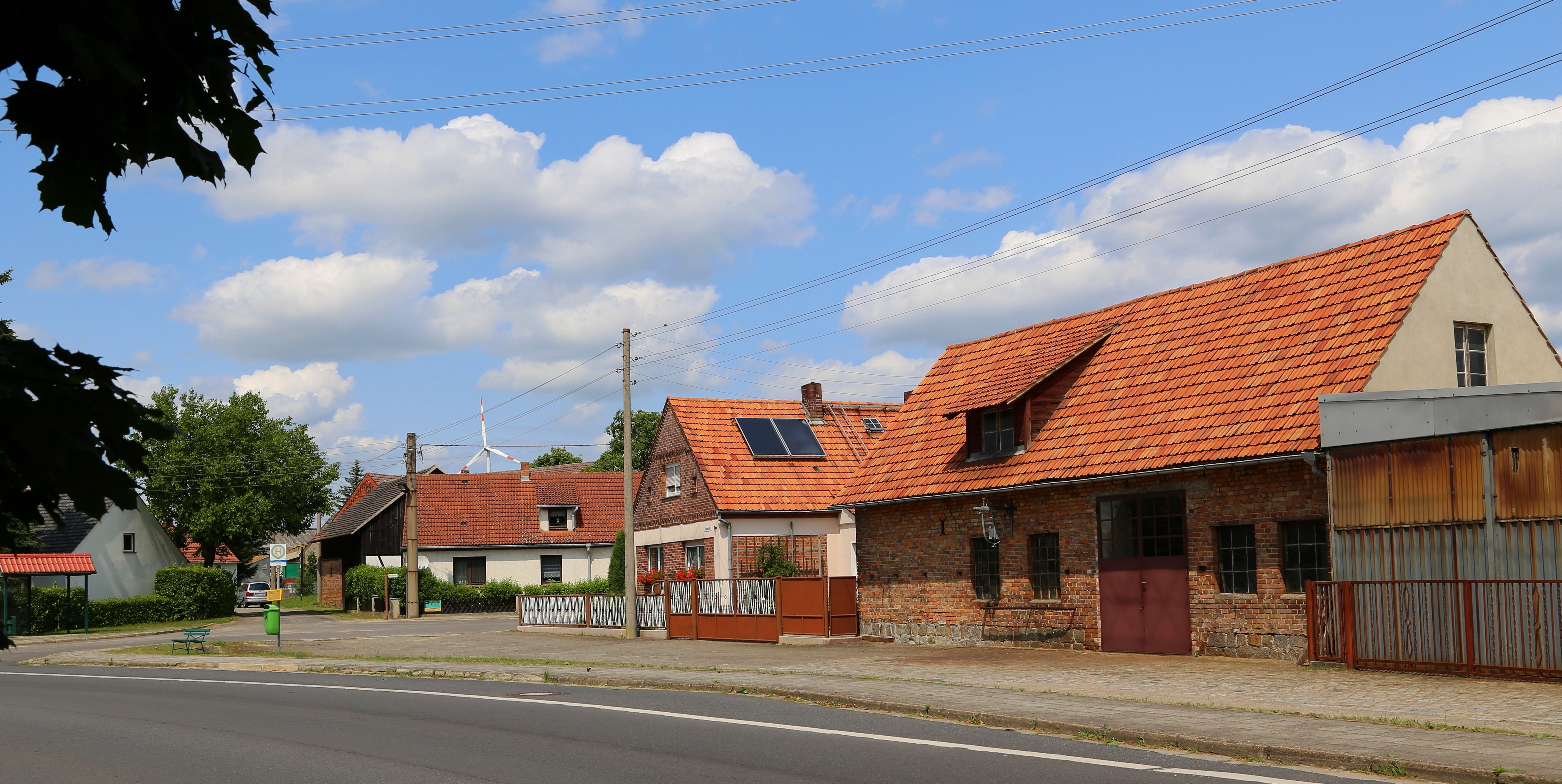
Ortszentrum von Neu Zauche

Zur Gemeinde Neu Zauche gehören die folgenden Ortsteile (niedersorbische Ortsnamen in Klammern):
- Briesensee (Brjazyna nad Jazorom) mit dem bewohnten Gemeindeteil Am See (Pśi Jazorje)
- Caminchen (Kamjeńki) mit dem Wohnplatz Pechhütte (Smólnica)

Zum Dorf Neu Zauche, das keinen Ortsteilstatus hat, gehören des Weiteren die bewohnten Gemeindeteile Kietz (Kice), Siedlung (Sedlišćo) und Weinberg (Winica).

## Geschichte
Neu Zauche wurde erstmals am 24. Januar 1334 mit dem Namen Zucha urkundlich erwähnt. Im Januar 1505 lautet die Schreibweise des Ortsnamens noch Große Zcawche, in der Mitte des 16. Jahrhunderts dann Newe Zauche. Im Februar 1347 belehnte Ludwig der Brandenburger die vier Söhne des Hentze von der Zuche mit Neu Zauche und vier weiteren Dörfern sowie deren Zubehör, die in der Herrschaft Neu Zauche zusammengefasst wurden. In der folgenden Zeit kamen weitere Dörfer zur Herrschaft hinzu.
Im Jahr 1670 lebten sechs Bauern, sechzehn Kossäten und vier Büdner in Neu Zauche. Die Herrschaft Neu Zauche wurde 1674 in das Amt Neu Zauche umgewandelt und in Lübben verwaltet. 1718 lebten in Neu Zauche sechs Hufner, 16 Kossäten und sieben Häusler, die eine Schatzung von 1625 Gulden an die Standesherren abzugeben hatten. Ab Ende des 18. bzw. Anfang des 19. Jahrhunderts folgte durch die Ansiedlung von Häuslern ein Bevölkerungsanstieg, im Jahr 1809 waren von den Haushalten in Neu Zauche sechs Bauern, achtzehn Kossäten und 58 Häusler. Nach der auf dem Wiener Kongress beschlossenen Teilung des Königreiches Sachsen kam Neu Zauche zum Königreich Preußen und wurde dort dem Landkreis Lübben (Spreewald) in der Provinz Brandenburg zugeordnet. Im Jahr 1818 hatte der Ort inklusive der Försterei, aller Mühlen und der Weinbergsiedlung 588 Einwohner in 93 Wohngebäuden.

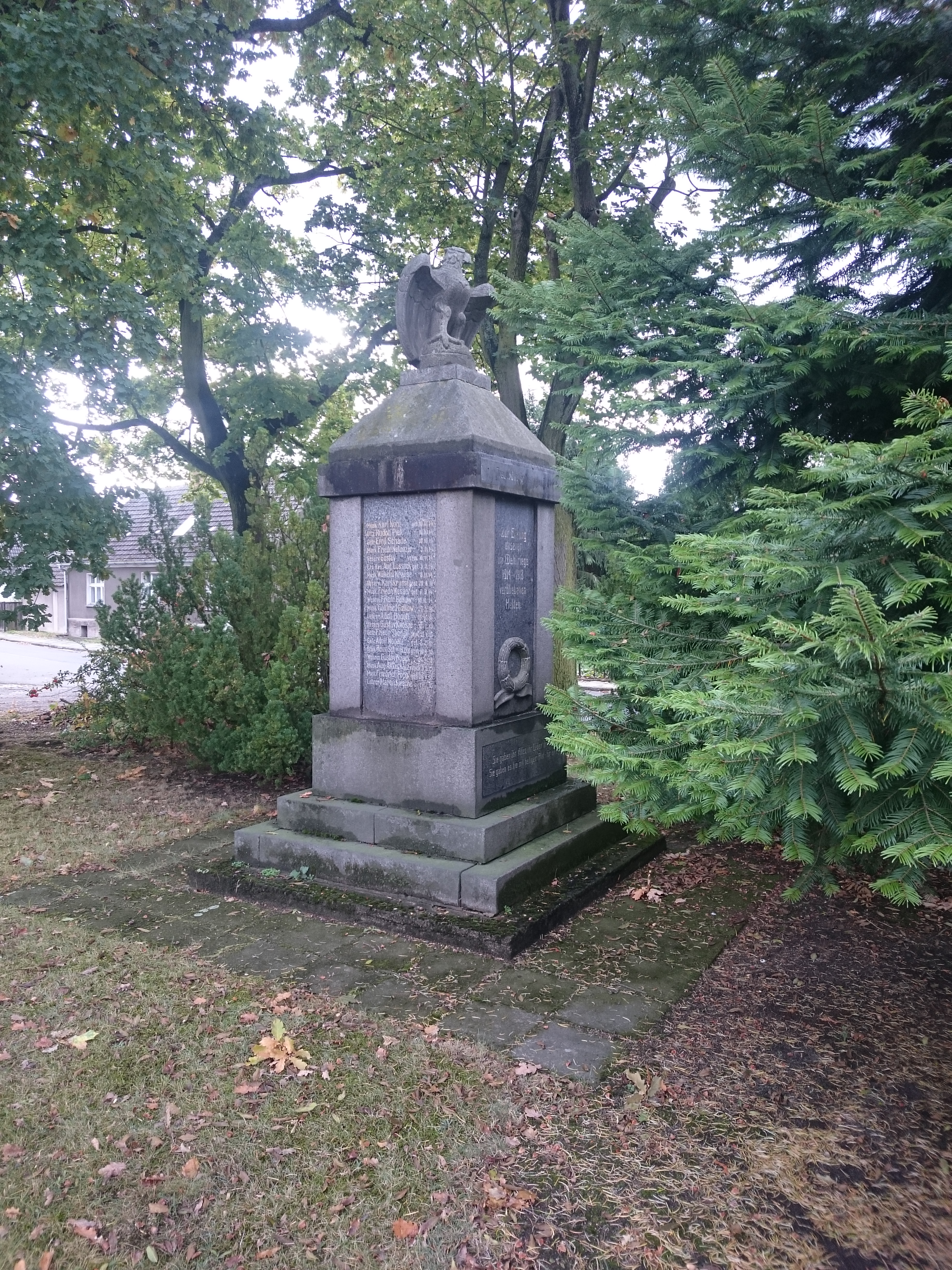
Gefallenendenkmal

Bis 1825 wurden in Neu Zauche noch Gottesdienste in sorbischer Sprache gehalten. In den 1880er Jahren sprachen von den knapp 1000 Einwohnern von Neu Zauche rund 200 Sorbisch. Das Amt Neu Zauche war zuletzt nur noch ein Rentamt und wurde 1874 aufgelöst, seitdem bildete Neu Zauche mit fünf weiteren Landgemeinden den Amtsbezirk Neu Zauche. Die Dorfschule erhielt im Jahr 1884 ein neues Gebäude. Im Jahr 1900 hatte Neu Zauche 1002 Einwohner, bei der Volkszählung im Jahr 1925 waren es 1040 Einwohner. Nach dem Ende des Zweiten Weltkrieges kam Neu Zauche zur Sowjetischen Besatzungszone; der Amtsbezirk Neu Zauche wurde aufgelöst. Ab 1949 lag die Gemeinde in der DDR.
Zu DDR-Zeiten errichtete und unterhielt der VEB Druckmaschinenwerk Leipzig im heutigen Ortsteil Briesensee ein Betriebsferienlager für die Kinder seiner Beschäftigten. Bei der Kreisreform im Juli 1952 wurde die Gemeinde Neu Zauche dem neu gebildeten Kreis Lübben im Bezirk Cottbus zugeordnet. Nach der Wiedervereinigung kam Neu Zauche zunächst zum Landkreis Lübben in Brandenburg und schloss sich 1992 dem Amt Straupitz an. Bei der Kreisreform in Brandenburg am 6. Dezember 1993 wurde die Gemeinde dem Landkreis Dahme-Spreewald zugeordnet. Das Amt Straupitz wurde 1994 in Amt Oberspreewald umbenannt.
Im Zuge der kommunalen Neuordnung Brandenburgs wurden am 26. Oktober 2003 die bis dahin selbstständigen Gemeinden Caminchen und Briesensee nach Neu Zauche eingegliedert. Gleichzeitig wurde das Amt Oberspreewald mit dem Amt Lieberose zum Amt Lieberose/Oberspreewald fusioniert. Neu Zauche gehört zum amtlichen sorbischen Siedlungsgebiet in der Niederlausitz und wurde mit dem Titel „Sprachenfreundliche Kommune“ ausgezeichnet.

## Bevölkerungsentwicklung
| Jahr | Einwohner |
| ---- | --------- |
| 1875 | 1 054     |
| 1890 | 1 053     |
| 1910 | 1 121     |
| 1925 | 1 040     |
| 1933 | 1 019     |
| 1939 | 0 973     |

| Jahr | Einwohner |
| ---- | --------- |
| 1946 | 1 418     |
| 1950 | 1 300     |
| 1964 | 1 067     |
| 1971 | 1 013     |
| 1981 | 0 917     |
| 1985 | 0 873     |

| Jahr | Einwohner |
| ---- | --------- |
| 1990 | 0 938     |
| 1995 | 0 877     |
| 2000 | 0 830     |
| 2005 | 1 257     |
| 2010 | 1 160     |
| 2015 | 1 119     |

| Jahr | Einwohner |
| ---- | --------- |
| 2020 | 1 061     |
| 2021 | 1 070     |
| 2022 | 1 060     |
| 2023 | 1 041     |
| 2024 | 1 036     |

Gebietsstand des jeweiligen Jahres, Einwohnerzahl: Stand 31. Dezember (ab 1991), ab 2011 auf Basis des Zensus 2011, ab 2022 auf Basis des Zensus 2022
Die Zunahme der Bevölkerungszahl 2005 ist auf die Eingemeindung von Caminchen und Briesensee im Jahr 2003 zurückzuführen.

## Politik

### Gemeindevertretung
Die Gemeindevertretung von Neu Zauche besteht regulär aus zehn Gemeindevertretern und dem ehrenamtlichen Bürgermeister. Die Kommunalwahl am 9. Juni 2024 führte bei einer Wahlbeteiligung von 73,8 % zu folgendem Ergebnis:
| Partei / Wählergruppe            | Stimmenanteil | Sitze |
| -------------------------------- | ------------- | ----- |
| Einzelbewerber Ronny Meehs       | 16,2 %        | 1     |
| Einzelbewerber Christoph Hoppe   | 12,2 %        | 1     |
| Einzelbewerber Ralph Raith       | 09,3 %        | 1     |
| Einzelbewerber Ronny Schulze     | 09,0 %        | 1     |
| Einzelbewerber Michael Leo       | 08,2 %        | 1     |
| Einzelbewerberin Linda Kloas     | 07,5 %        | 1     |
| Einzelbewerber Andreas Steinchen | 06,4 %        | 1     |
| Fremdenverkehrsverein Neu Zauche | 06,1 %        | 1     |
| Einzelbewerber Marco Lehmann     | 05,7 %        | 1     |
| 5 weitere Einzelbewerber         | 19,3 %        | –     |

Der Stimmenanteil des Einzelbewerbers Ronny Meehs entspricht zwei Sitzen, daher bleibt ein Platz in der Gemeindevertretung unbesetzt.

### Bürgermeister
- 1977–2014: Erhard Popp (Einzelbewerber)[9]
- seit 2014: Norbert Janetzki (Einzelbewerber)[10]

Janetzki wurde in der Bürgermeisterwahl am 9. Juni 2024 ohne Gegenkandidat mit 86,2 % der gültigen Stimmen für eine Amtszeit von fünf Jahren gewählt.

## Sehenswürdigkeiten

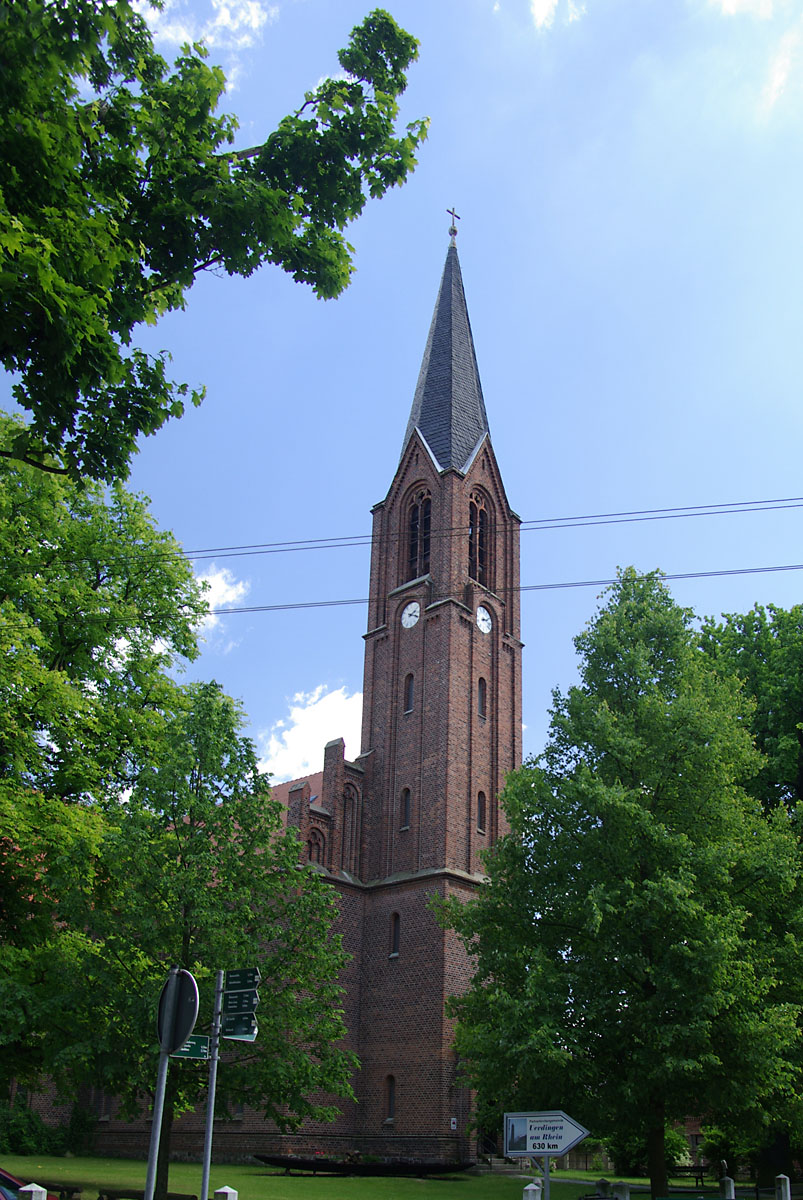
Dorfkirche Neu Zauche

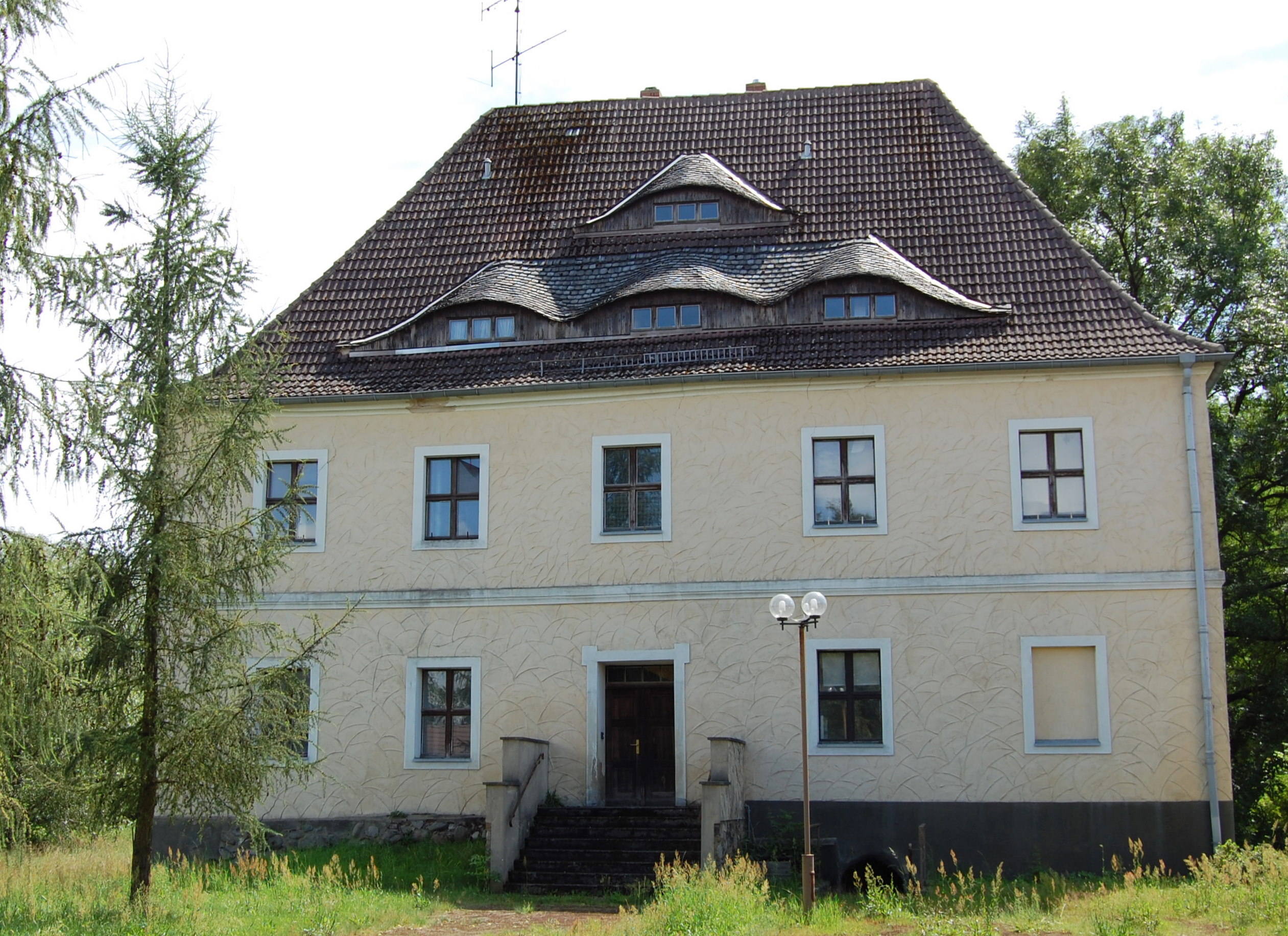
Gutshaus Neu Zauche

Das Ortsbild wird geprägt von der neugotischen Dorfkirche Neu Zauche. Der kreuzförmige Backsteinbau wurde zwischen 1859 und 1862 nach Plänen von Emil Flaminius errichtet und 1990/91 umfassend restauriert. Die Kirchengemeinde Neu Zauche wird bereits im Kirchenverzeichnis des Bistums Meißen (1495) erwähnt. Eine der Glocken im Kirchturm wurde aus dem Vorgängerbau übernommen und stammt aus dem Jahr 1448.
Weiteres Baudenkmal ist das Gutshaus Neu Zauche, das in der zweiten Hälfte des 17. Jahrhunderts gebaut wurde und als Verwaltungsgebäude der Herrschaft Neu Zauche diente. In den 1980er Jahren wurde das Gebäude zu einem Mehrfamilienhaus umgebaut.

## Infrastruktur

### Verkehr
Neu Zauche liegt an der Landesstraße L 44 zwischen Lübben und Lamsfeld. Die Gemeinde verfügt über einen Kahnhafen für Spreewaldfahrten. Der Gurken-Radweg führt durch den Ort.
Der Bahnhof Neu Zauche lag seit 1898 an der Bahnstrecke Lübben–Straupitz (Spreewaldbahn), die 1967 ihren Betrieb einstellte. Heute verkehren in Neu Zauche und den Ortsteilen mehrere Buslinien der Regionalen Verkehrsgesellschaft Dahme-Spreewald.

### Bildung
In Neu Zauche befindet sich die Kindertagesstätte „Spreewaldspatzen“, in der die Kinder nach dem Modell des Witaj-Projekts die niedersorbische Sprache erlernen und in der verschiedene Bräuche wie beispielsweise die Vogelhochzeit gepflegt werden. Die Grundschule in Neu Zauche wurde Anfang der 2000er Jahre aufgrund zurückgehender Schülerzahlen geschlossen, seitdem besuchen Kinder aus der Gemeinde die Von-Houwald-Grundschule in Straupitz.

## Persönlichkeiten
- Carl Wilhelm von Bredow (1682–1761), preußischer Generalmajor, in Neu Zauche geboren
- Kaspar Ludwig von Bredow (1685–1773),  preußischer Generalleutnant, Erbherr auf Ihlow, in Neu Zauche geboren
- Emil Flaminius (1807–1893), Architekt der Dorfkirche Neu Zauche
- Herbert Zerna (1905–1955), 1945–1949 Pfarrer in Neu Zauche